# ترازاموند

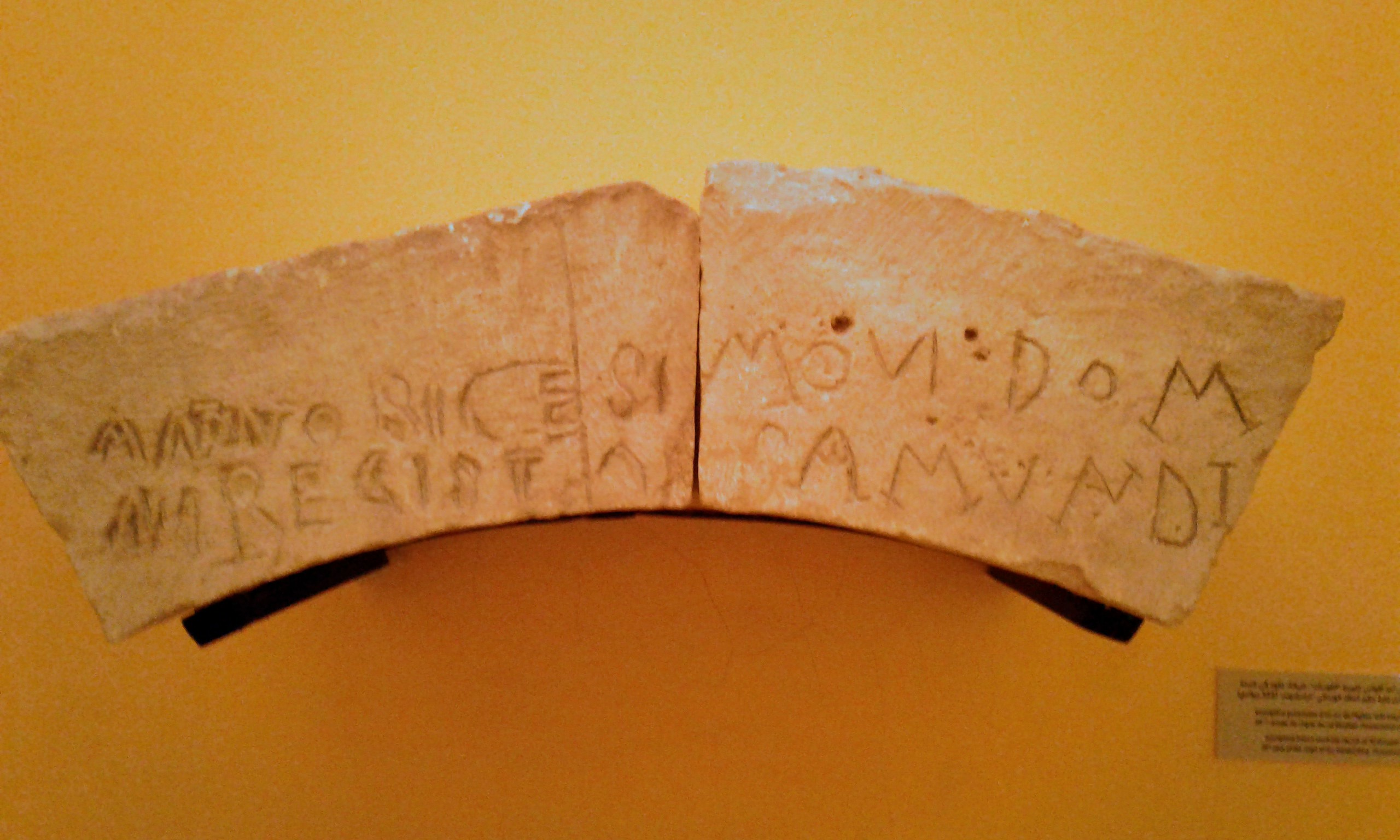
نقيشة اكتشفت على أحد أقواس كنيسة القوسات فريانة تعود إلى السنة السادسة والعشرين من حكم الملك الوندالي تراساموند (522 ملادي). يظهر اسم الملك في السطر الثاني على اليمين (T.a...samundi). معروض في المتحف الأثري بسبيطلة

ترازاموند (بالإنجليزية: Thrasamund)‏ الملك الرابع للوندال وحكم بين سنتي 496 و523. عاش في قرطاج، وهو ابن الأمير الوندالي غينتو.